# 沙特阿拉伯王位继承顺位
沙特阿拉伯王位继承顺位是沙地王朝内部决定的继承顺位。每次王位空缺情况下由王儲继位，同时根据阿卜杜勒-阿齐兹·本·阿卜杜拉赫曼·本·费萨尔·阿勒沙特的儿子后代兄终弟及的顺序设立下一位王储，不过出于不同原因王室内的一些成员也被跳过。由於王室成員年事已高，从2014年开始首次设立副王储的衔以減少爭議。
目前沙特阿拉伯国王是萨勒曼·本·阿卜杜勒-阿齐兹·阿勒沙特。他于2015年1月23日阿卜杜拉國王逝世当天登基，同日穆克林·本·阿卜杜勒-阿齐兹·阿勒沙特被立为王储，但是在2015年4月29日萨勒曼下令将他改由穆罕默德·本·纳伊夫·本·阿卜杜勒-阿齐兹·阿勒沙特取代。
2017年6月21日，薩勒曼國王罷黜了原本的侄子穆罕默德·本·纳伊夫·本·阿卜杜勒-阿齐兹·阿勒沙特的王儲之位，任命穆罕默德·本·萨勒曼·本·阿卜杜勒-阿齐兹·阿勒沙特為新任王儲。這樣做卻引發了爭議，因為這個人正是萨勒曼的兒子。一般來說，孙子代的人是按照其功绩被设立为王储的。2006年设立的效忠委员会专门是为辅助王位权力转移设立的。

## 历史

### 阿卜杜勒-阿齐兹·本·阿卜杜拉赫曼·本·费萨尔·阿勒沙特
沙地王朝统治阿拉伯半岛大部分地区近两个半世纪。1800年代里王朝因继承顺位问题两次崩溃。1890年代里他们完全被拉希德王朝取代。阿卜杜勒-阿齐兹·本·阿卜杜拉赫曼·本·费萨尔·阿勒沙特，简称伊本·沙特开始重新奋斗重夺其主宰地位。1902年他重占利雅得。经过多次内乱后1932年沙特阿拉伯成为一个王国。
伊本·沙特在征服阿拉伯的同时和许多大家族通过多妻婚姻建成联盟。这个做法巩固了他在沙地王朝内的地位，扩张他在阿拉伯的合法性。此外他生了近百个孩子，其中三十六个儿子活到成年。他于1953年逝世。

### 1920年至1953年：阿拉伯的王位继承顺位问题
伊本·沙特开始征服他的王国的时候他有一个叫图尔基的儿子，当时普遍认为图尔基可能成为他的继承人。但是图尔基在1918年到19年间的流感病疫里逝世，当时只留下一个怀孕的妻子。1920年内志酋长国的经验证明一个婴儿继承人本身不稳定，根本不可接受。伊本·沙特决定把继承人问题先搁置起来，使得他的兄弟和他的二儿子沙特都希望能够有朝一日继承这个后来强大的王国。
1920年代末和1930年代初伊本·沙特的兄弟穆罕默德·本·阿卜杜勒-拉赫曼开始和他讨论谁应该成为继承人的问题，穆罕默德的儿子哈立德还是沙特。1933年伊本·沙特做出决定立沙特为王储。
伊本·沙特晚年表示他希望沙地王朝的王位继承顺位按照兄终弟及的方式进行，沙特的王储应该是他的下一个，更加能干的弟弟费萨尔·本·阿卜杜勒-阿齐兹·阿勒沙特。1953年国王逝世时沙特成为国王，费萨尔立刻被立为王储。

### 沙特对费萨尔
沙特统治的首先十一年里他的继承人问题始终被看作是“木已成舟”。但是1960年代初国王和王储之间的斗争开始激烈。国王表示他想把兄终弟及的顺位方法改成长子继承法，并立他的长子为王储。但是王家无法接受这个决定。在费萨尔的要求下穆罕默德亲王发动宫廷政变，1964年末废除国王。

### 穆罕默德亲王的问题
1962年费萨尔刚刚开始接受政府大任的时候他跳过穆罕默德任命他的同胞兄弟哈立德·本·阿卜杜勒-阿齐兹·阿勒沙特为副首相。费萨尔登基后他开始和穆罕默德讨论穆罕默德放弃对王位的要求的条件。从1964年到1965年穆罕默德实际上相当于是王储。1965年哈立德被正式立为王储，与此同时纳赛尔·本·阿卜杜拉齐兹和萨阿德·本·阿卜杜拉齐兹这两位被认作“不肖”的亲王被跳过。

### 法赫德和阿不杜拉
默罕穆德不愿退让的原因之一是他不信任所谓的苏德里七兄弟。这七兄弟是伊本·沙特的宠妻的儿子，其中最年长的法赫德·本·阿卜杜勒-阿齐兹·阿勒沙特亲王是费萨尔的首选，他被授予第二副首相的职位，与此同时王家通知阿卜杜拉·本·阿卜杜勒-阿齐兹·阿勒沙特亲王受任国家卫队长官职，他是继承顺位里的下一个。这两个人将共掌权40年。

### 苏达里兄弟
哈立德国王的健康日益不肖时继承顺位的问题又成为一个主题。王储法赫德希望他的弟弟和国防部长苏尔坦·本·阿卜杜勒-阿齐兹·阿勒沙特成为“王储的王储”，但是这里有一个问题，苏尔坦还有两个年长的哥哥，班达尔·本·阿卜杜勒阿齐兹·沙特和穆萨伊德·本·阿卜杜勒阿齐兹·沙特。穆萨伊德的儿子刺杀费萨尔国王因此他蒙受耻辱，但是班达尔亲王没有这个问题。
在他一生的大多数时间里班达尔远离政府事物，主要管理他的私人企业，但是此时他强调他的继承权利和要求接管苏尔坦的国防部。王室问他放弃他的权利的代价，他表了个态。据说其代价达上千万美元，但这不是世界上最富有的家庭无法负担的。1982年苏尔坦亲王被任命为副首相。
2005年阿不杜拉81岁生日时登基，苏尔坦立刻被升为王储。此时伊本·沙特的其他还活着的儿子都也已经高龄，许多已经去世。苏尔坦说服国王指命苏达里兄弟里的下一个，纳伊夫·本·阿卜杜勒－阿齐兹·阿勒沙特为第二副任。2010年代初他们两在几个月内双双去世，2012年6月18日第四个苏达里兄弟萨勒曼被指定为王储。

## 效忠委员会
随着伊本·沙特的儿子们进入老年，阿卜杜勒国王设立了效忠委员会来缩小王位继承候选人的数目。这个委员会有34名成员：伊本·沙特的儿子们、已逝的伊本·沙特的儿子们的长子以及国王和王储的儿子们。委员会的会长是米沙尔·本·阿卜杜勒－阿齐兹·阿勒沙特亲王。

### 权利
委员会的目的在于保障在国王或者王储无法办事或者逝世情况下权利的顺利转移。
委员会的设立和法赫德国王的命令给伊本·沙特的孙子成为合法选手的可能性提供了必要条件。除年龄外入选条件包括：
- 受到沙特王朝的支持
- 在政府任职
- 部落关系和选手母亲的来历
- 宗教信誉
- 受烏理瑪认可
- 受商人社群支持
- 在沙特阿拉伯王国市民里的受欢迎度

委员会的投票是秘密的。

#### 穆克林亲王的提升
副首相的职位空缺了几乎一年多。据报道在这段时间里曾经有政变的企图。作为对此的反应2013年国王下令任命伊本·沙特最年轻的儿子穆克林·本·阿卜杜勒-阿齐兹·阿勒沙特为副首相。这意味着他是继承顺位的下一名，跳过了几名年长的亲王。为了确定他的地位和防止任何被跳过的亲王的挑战阿卜杜勒国王询问了效忠委员会里的每个成员才宣布穆克林德新头衔。2014年3月27日效忠委员会开会正式投票，其中75%赞成，25%反对。

#### 纳伊夫亲王的提升
阿卜杜勒国王临终时就有人打算更改继承顺位。据传王家总管哈立德与其他人阴谋打算废除王储萨勒曼，让穆克林亲王或者国王的儿子取代。
2015年1月23日阿卜杜勒国王死后萨勒曼登基，穆克林成为王储。同时内务部长和萨勒曼的支持者穆罕默德·本·纳伊夫·本·阿卜杜勒-阿齐兹·阿勒沙特被任命为副王储，效忠委员会事后批准。

## 王储穆克林和穆罕默德·本·纳伊夫相继被移除
2015年时伊本·沙特所有的孙子都有权进入王位继承顺位。
费萨尔、法赫德和阿不杜拉在历史上都是很强大的王储，他们代替甚至有时抵抗国王统治。
但是穆克林亲王王储的地位很弱。萨勒曼新引入的双内阁系统把他打入冷宫，他的任务主要是仪式性的。
而萨勒曼国王的儿子穆罕默德·本·萨勒曼·本·阿卜杜勒-阿齐兹·阿勒沙特则被授予许多职务，其中包括国防部长、王室秘书长和经济和发展事物委员会主席，使得一些记者称他为“受训国王”。
副王储和内政部长穆罕默德·本·纳伊夫也是一个苏德里。只要把穆克林去除掉这个家族就可以永久掌权。2015年4月29日国王下令废除穆克林的王储地位，把穆罕默德·本·纳伊夫升为王储，穆罕默德·本·萨勒曼被提升为副王储。次日效忠委员会开会以28票的结果正式把穆罕默德选为王储。
2017年6月21日，薩勒曼國王罷黜了原本的侄子穆罕默德·本·纳伊夫·本·阿卜杜勒-阿齐兹·阿勒沙特的王儲之位，任命穆罕默德·本·萨勒曼為新任王儲。負責挑選王位繼承人的機構效忠委員會，当日以31票同意撤換王儲。